# پناهگاه حیات‌وحش چوناتی
پناهگاه حیات‌وحش چوناتی (به لاتین: Chunati Wildlife Sanctuary) یک منطقه حفاظت‌شده در بنگلادش است که در بنگلادش واقع شده‌است.